# Corey Glover
Corey Glover (6 de noviembre de 1964) es un cantante, guitarrista y actor estadounidense, proveniente de Nueva York. Es conocido por ser el vocalista de la banda de rock Living Colour, además de haber hecho parte de la banda de funk Galactic. Como actor, es recordado por representar el papel de Francis en la película bélica de 1986 Platoon, dirigida por Oliver Stone.

## Discografía
- Sonic Adventure Remix (1998)
- Hymns (1998)
- Live at Wetland (1999)
- The Pledge (2012)